# Cycas pranburiensis
Cycas pranburiensis S.L.Yang, W.Tang, K.D. Hill & P.Vatcharakorn, 1999 è una pianta appartenente alla famiglia delle Cycadaceae, endemica della Thailandia.

## Descrizione
È una cicade con fusto arborescente, alto sino a 1(-3) m e con diametro di 8-10 cm.
Le foglie, pennate, lunghe 65-120 cm, sono disposte a corona all'apice del fusto e sono rette da un picciolo lungo 8-30 cm; ogni foglia è composta da 65-105 paia di foglioline lanceolate, con margine intero, lunghe mediamente 14-24 cm, di colore verde chiaro, inserite sul rachide con un angolo di 45-60°.
È una specie dioica con esemplari maschili che presentano microsporofilli disposti a formare strobili terminali di forma ovoidale, lunghi 20-25 cm e larghi  8-10 cm ed esemplari femminili con macrosporofilli che si trovano in gran numero nella parte sommitale del fusto, con l'aspetto di foglie pennate che racchiudono gli ovuli, in numero di 2-4.  
I semi sono ovoidali, lunghi 35-40 mm, ricoperti da un tegumento di colore arancione.

## Distribuzione e habitat
L'epiteto specifico pranburiensis fa riferimento alla diffusione della specie nell'amphoe Pran Buri, limitatamente nel Parco nazionale Khao Sam Roi Yot.
Prospera in crepacci su affioramenti calcarei con terreno scarso o mancante.

## Conservazione
La IUCN Red List classifica C. pranburiensis come specie vulnerabile. La specie è inserita nella Appendice II della Convention on International Trade of Endangered Species (CITES).